# Wilson de Souza Lopes
Wilson de Souza Lopes, (Muniz Freire, 1 de abril de 1926 - Vitória, 26 de fevereiro de 2003) foi um pastor da Igreja Presbiteriana do Brasil, que presidiu seu Supremo Concílio entre os anos 1992-1994.

## Biografia

### Nascimento
1º de abril de 1926, na cidade de Muniz Freire, distrito de Piaçu, Espírito Santo).

### Educação
A formação escolar fundamental foi conquistada entre o estudo noturno à luz de lamparinas e o trabalho pesado na roça. Depois de fazer o antigo curso ginasial em Alto Jequitibá (MG) e o “científico” em Cachoeiro do Itapemirim (ES), Wilson de Souza Lopes dirigiu-se a Campinas para estudar no tradicional Seminário Presbiteriano do Sul, onde se bacharelou em Teologia (1953), como primeiro colocado da sua turma. Mais tarde, veio a cursar Filosofia e Direito, e fez pós-graduação em Educação. Já na maturidade, foi agraciado com o doutorado de honra.

### Ordenação
Ministro presbiteriano, ordenado em 24 de junho de 1954, Wilson de Souza Lopes construiu respeitável biografia, tendo se destacado como pastor incansável e pregador ardoroso.

### Histórico Profissional
Ao longo de mais de 40 anos, esteve à frente de quase uma dezena de igrejas, simultaneamente à atuação conciliar, que o levou dos presbitérios e sínodos à Comissão Executiva da IPB, onde se fez presente por 33 anos.  Exerceu a vice-presidência do Supremo Concílio (1990-1992) da Igreja Presbiteriana do Brasil (https://www.facebook.com/ipb.org.br/), depois a presidência (1993-1994) e, finalmente, até julho de 2002, a Secretaria Executiva da Igreja Presbiteriana do Brasil.  Wilson de Souza Lopes destacou-se também como educador, professor e administrador de escolas públicas e particulares.  Dirigiu o Colégio Evangélico de Alto Jequetibá (MG) e o Instituto Presbiteriano Gammon, atualmente Faculdade Presbiteriana Gammon em Lavras (MG). Nos anos 60, lecionara Teologia Pastoral, no extinto Seminário Presbiteriano do Centenário, do qual foi também Deão, depois Reitor.
Mackenkie: As relações do reverendo Wilson de Souza Lopes com o Instituto Presbiteriano Mackenzie eram antigas e profícuas. Foi membro dos Conselhos de Curadores, Deliberativo e Universitário. Nesses colegiados, suas contribuições sempre foram relevantes. Como cristão, reformado e presbiteriano, defendeu a preservação dos princípios éticos pautados na Bíblia, que fundamentam o exercício da educação no Mackenzie. Como educador, propugnou pelo ensino qualificado, atribuindo ao professor a dignidade que lhe corresponde e ao aluno a centralidade da práxis educacional. Mercê do seu brilhantismo e do devotamento às causas “mackenzistas”, o reverendo Wilson de Souza Lopes recebeu o título de Professor Emérito da Universidade Presbiteriana Mackenzie, já no ocaso da sua luminosa trajetória.
Durante sua trajetória como pastor da primeira Igreja presbiteriana de Ribeirão Preto o Rev, Wilson de Souza Lopes fez diversos trabalhos na área social da cidade citadas no trabalho do Rev. Silas Daniel dos Santos, AS CONTRIBUIÇÕES DO REV. WILSON DE SOUZA LOPES NA CONSTRUÇÃO DE UM TECIDO SOCIAL EM RIBEIRÃO PRETO 1981-1991 (http://tede.mackenzie.br/jspui/bitstream/tede/2479/1/Silas%20Daniel%20dos%20Santos.pdf). como homenagemao rev Wilson a câmara dos vereadores batizou a rua próximo ao lar das crianças como Rua Rev. Wilson de Souza Lopes no Jardim Maria de Lourdes.

### Morte
Wilson morreu em 26 de fevereiro de 2003, na cidade de Vitória (ES)

### Família
- Esposa: Cary Emerick de Souza
  - Filhos: Marildete Souza Emerick; Wilson Emerick de Souza; George Willian Emerick e Wagner Emerick de Souza